# フリードリヒ・ルートヴィヒ (シュレースヴィヒ＝ホルシュタイン＝ゾンダーブルク＝ベック公)
フリードリヒ・ルートヴィヒ（Friedrich Ludwig von Schleswig-Holstein-Sonderburg-Beck, 1653年4月6日 ハウス・ベック - 1728年3月7日 ケーニヒスベルク）は、シュレースヴィヒ＝ホルシュタイン＝ゾンダーブルク＝ベック家の第4代公爵（在位：1719年 - 1728年）。ブランデンブルク＝プロイセンの陸軍元帥・地方総督。

## 生涯
シュレースヴィヒ＝ホルシュタイン＝ゾンダーブルク＝ベック公アウグスト・フィリップと、その3番目の妻でナッサウ＝ザールブリュッケン伯ヴィルヘルム・ルートヴィヒの娘であるジビーレの間の次男。
プロイセン軍の士官に任官し、1676年8月22日陸軍大佐、1686年10月14日陸軍少将、1692年歩兵大将、1697年騎兵大将、1713年3月26日陸軍元帥と昇進した。スペイン継承戦争では自らの連隊を率いてネーデルラントで戦い、アウデナールデの戦い（1708年）、マルプラケの戦い（1709年）でプロイセン軍を指揮した。またリール・モンス・トゥルネーの各包囲戦に参加した。1721年自らの連隊の指揮権を息子フリードリヒ・ヴィルヘルムに譲った。
1698年よりミンデン侯領総督となり、その後プロイセン公領総督及びケーニヒスベルク市長官に転じた。1701年1月17日、プロイセンの王政開始を記念して新たに創設された黒鷲勲章の最初の叙勲者となった。

## 子女
1685年1月1日、伯父のアウグステンブルク公エルンスト・ギュンターの娘で5歳年下の従妹ルイーゼ・シャルロッテ（1658年 - 1740年）と結婚し、多産な彼女との間に11人の子をもうけた。
- ドロテア（1685年 - 1761年） - 1709年ブランデンブルク＝バイロイト辺境伯ゲオルク・フリードリヒ・カールと結婚
- フリードリヒ・ヴィルヘルム2世（1682年 - 1719年） - ベック公
- フリードリヒ・ルートヴィヒ（1688年）
- ゾフィー・シャルロッテ（1689年 - 1693年）
- カール・ルートヴィヒ（1690年 - 1774年） - ベック公
- アメーリエ・アウグステ（1691年 - 1693年）
- フィリップ・ヴィルヘルム（1693年 - 1729年）
- ルイーゼ・アルベルティーネ（1694年 - 1773年） - 1737年アルブレヒト・ジークムント・フォン・ゼーグート＝スタニスワフスキ伯爵と結婚
- ペーター・アウグスト（1697年 - 1775年） - ベック公
- ゾフィー・ヘンリエッテ（1698年 - 1768年） - 1734年ドーナ＝シュロビッテン＝ライステナウ城伯アルブレヒト・クリストフと結婚
- シャルロッテ（1700年 - 1785年） - クヴェードリンブルク修道院（ドイツ語版）修道女